# Золота медаль Королівського астрономічного товариства
Золота́ меда́ль Королі́вського астрономі́чного товари́ства — найвища нагорода Лондонського королівського астрономічного товариства.

## Історія
Нагороду вручають з 1824 року. Срібні медалі також вручали у 1824 і 1827 роках, але від цієї практики швидко відмовилися, натомість РАН заснувала інші нагороди. До 1833 були випадки, коли медаллю нагороджували одночасно кількох людей, із 1833 вручали тільки одну медаль на рік. 1846 року, після відкриття Нептуна, виникла суперечка — кого нагороджувати золотою медаллю, оскільки на неї з рівними правами претендували Джон Адамс і Урбен Левер'є. У результаті золоту медаль у 1847—1848 не було вручено нікому. Замість неї 1848 року вручили 12 пам'ятних медалей, серед нагороджених були Д. Адамс і Левер'є, а з 1849 відновлено нагородження однією золотою медаллю щорічно. Д. Адамс і У. Левер'є отримали золоті медалі в 1866 і 1868 роках відповідно.
Практика щорічного нагородження однією золотою медаллю тривала до 1963 року, за винятком 1867 і 1886 років, коли було вручено по 2 золоті медалі. Бували роки, коли золотої медалі не удостоювався ніхто.
З 1964 Королівське астрономічне товариство щорічно вручає дві золоті медалі — за видатні досягнення в геофізиці, сонячній фізиці, сонячно-земній фізиці або науках про землю («G-медаль»), та за видатні досягнення в астрономії, космології, астрофізиці, астрохімії та ін. («А-медаль»).
На медалі зображено 40-футовий телескоп, який сконструював сер Вільям Гершел, перший президент РАН.

## Лауреати Золотої Медалі

### XIX століття
- 1824 Чарлз Беббідж, Йоганн Франц Енке
- 1826 Джон Гершель, Джеймс Саут, Василь Струве
- 1827 Френсіс Бейлі
- 1828 Томас Брисбен, Джеймс Данлоп, Кароліна Гершель
- 1829 Вільям Пірсон, Фрідріх-Вільгельм Бессель, Генріх Християн Шумахер
- 1830 Вільям Річардсон, Йоганн Франц Енке
- 1831 Генрі Кетер, Марі Шарль Дамуазо
- 1833 Джордж Бідделл Ері
- 1835 Мануель Джон Джонсон
- 1836 Джон Гершель
- 1837 Отто Август Розенбергер
- 1839 Джон Роттслі
- 1840 Джованні Антоніо Амедео Плана
- 1841 Фрідріх Вільгельм Бессель
- 1842 Петер Андреас Ганзен
- 1843 Френсіс Бейлі
- 1845 Генрі Вільям Сміт
- 1846 Джордж Біддель Ейрі
- 1849 Вільям Ласселл
- 1850 Отто Васильович Струве
- 1851 Аннібале де Гаспаріс
- 1852 Християн Іванович Петерс
- 1853 Джон Рассел Гайнд
- 1854 Карл Людвіг Християн Рюмкер
- 1855 Вільям Рюттер Дейвз
- 1856 Роберт Грант
- 1857 Генріх Швабе
- 1858 Роберт Мейн
- 1859 Річард Кристофер Керрінгтон
- 1860 Петер Андреас Ганзен
- 1861 Герман Майєр Соломон Гольдшмідт
- 1862 Воррен Де ла Рю
- 1863 Фрідрих Вільгельм Август Аргеландер
- 1865 Джордж Філліпс Бонд
- 1866 Джон Кауч Адамс
- 1867 Вільям Гаґґінс, Вільям Аллен Міллер
- 1868 Урбен Левер'є
- 1869 Едвард Джеймс Стоун
- 1870 Шарль Ежен Делоне
- 1872 Джованні Скіапареллі
- 1874 Саймон Ньюкомб
- 1875 Генріх Луї д'Аррест
- 1876 Урбен Левер'є
- 1878 Ерколе Дембовський
- 1879 Асаф Голл
- 1881 Аксель Меллер
- 1882 Девід Ґілл
- 1883 Бенджамін Апторп Гулд
- 1884 Ендрю Енслі Коммон
- 1885 Вільям Гаґґінс,
- 1886 Едуард Чарлз Пікерінг, Чарльз Прітчард
- 1887 Джордж Вільям Хілл
- 1888 Артур Ауверс
- 1889 Моріс Лоеві
- 1892 Джордж Дарвін
- 1893 Герман Карл Фогель
- 1894 Шерберн Веслі Бернгем
- 1895 Ісаак Робертс
- 1896 Сет Карло Чандлер
- 1897 Едвард Емерсон Барнард
- 1898 Вільям Фредерік Деннінг
- 1899 Френк Мак-Клин
- 1900 Анрі Пуанкаре

### XX століття (до 1964 року)
- 1901 Едуард Чарлз Пікерінг
- 1902 Якобус Корнеліус Каптейн
- 1903 Герман Струве
- 1904 Джордж Еллері Гейл
- 1905 Льюїс Босс
- 1906 Вільям Воллес Кемпбелл
- 1907 Ернест Вільям Браун
- 1908 Девід Ґілл
- 1909 Оскар Баклунд
- 1910 Карл Фрідріх Кюстнера
- 1911 Філіп Херберт Кауелл
- 1912 Артур Роберт Хінкс
- 1913 Анрі Деляндр
- 1914 Макс Вольф
- 1915 Альфред Фаулер
- 1916 Джон Людвіг Еміль Дреєр
- 1917 Волтер Сідні Адамс
- 1918 Джон Евершед
- 1919 Гійом Бігурдан
- 1921 Генрі Норріс Расселл
- 1922 Джеймс Гопвуд Джинс
- 1923 Альберт Абрахам Майкельсон
- 1924 Артур Еддінгтон
- 1925 Френк Вотсон Дайсон
- 1926 Альберт Ейнштейн
- 1927 Френк Шлезінгер
- 1928 Ральф Аллен Семпсон
- 1929 Ейнар Герцшпрунг
- 1930 Джон Стенлі Пласкетт
- 1931 Віллем де Сіттер
- 1932 Роберт Грант Ейткен
- 1933 Весто Слайфер
- 1934 Гарлоу Шеплі
- 1935 Едвард Артур Мілн
- 1936 Кімура Хісасі
- 1937 Гарольд Джеффріс
- 1938 Вільям Геммонд Райт
- 1939 Бернар Ліо
- 1940 Едвін Габбл
- 1943 Гарольд Спенсер Джонс
- 1944 Отто Струве
- 1945 Бенгт Едлен
- 1946 Ян Гендрик Оорт
- 1947 Марсел Міннарт
- 1948 Бертіл Ліндблад
- 1949 Сідні Чепмен
- 1950 Джоел Стеббінс
- 1951 Антон Паннекук
- 1952 Джон Джексон
- 1953 Субраманьян Чандрасекар
- 1954 Вальтер Бааде
- 1955 Дірк Брауер
- 1956 Томас Джордж Коулінг
- 1957 Альбрехт Унзельд
- 1958 Андре-Луї Данжон
- 1959 Раймонд Літтлтон
- 1960 Віктор Амбарцумян
- 1961 Герман Занстра
- 1962 Бенґт Стремґрен
- 1963 Гаррі Гемлі Пласкетт

### XX століття (від 1964 року)
| Рік  | Астрономія               | Геофізика                 |
| ---- | ------------------------ | ------------------------- |
| 1964 | Мартін Райл              | Моріс Евінг               |
| 1965 | Джеральд Моріс Клеменс   | Едвард Буллард            |
| 1966 | Айра Спрейг Бовен        | Гарольд Клейтон Юрі       |
| 1967 | Аллан Сендідж            | Ганнес Альфвен            |
| 1968 | Фред Хойл                | Вальтер Мунк              |
| 1969 | Мартін Шварцшильд        | Альберт Прайс             |
| 1970 | Горес Бебкок             |                           |
| 1971 | Річард Вуллі             | Френк Прес                |
| 1972 | Фріц Цвіккі              | Генрі Тірлевей            |
| 1973 | Едвін Ернест Солпітер    | Френсіс Бірх              |
| 1974 | Людвіг Бірман            | Кейт Едвард Буллен        |
| 1975 | Джессі Леонард Грінстейн | Ернст Юліус Епік          |
| 1976 | Вільям Гантер Мак-Крі    | Джон Ешворт Реткліфф      |
| 1977 | Джон Гейтенбі Болтон     | Девід Бейтс               |
| 1978 | Лайман Спітцер           | Джеймс Ван-Аллен          |
| 1979 | Чарльз Горрі Уїнн        | Леон Кнопофф              |
| 1980 | Мартен Шмідт             | Хаім Пекеріс              |
| 1981 | Бернард Лавелл           | Джеймс Ґілберт            |
| 1982 | Ріккардо Джакконі        | Гаррі Стюарт Вілсон Мессі |
| 1983 | Майкл Сітон              | Фред Лоуренс Віппл        |
| 1984 | Яків Зельдович           | Кейт Стенлі Ранкорн       |
| 1985 | Стівен Гокінг            | Томас Ґолд                |
| 1986 | Олександр Далгарно       | Джордж Бекус              |
| 1987 | Мартін Ріс               | Такеші Нагата             |
| 1988 | Корнеліс де Ягер         | Ден Андерсон              |
| 1989 | Реймонд Гайд             | Кен Паундс                |
| 1990 | Бернард Пейджел          | Джеймс Данджей            |
| 1991 | Віталій Гінзбург         | Джеральд Вассерберг       |
| 1992 | Юджин Паркер             | Ден Маккензі              |
| 1993 | Дональд Лінден-Белл      | Петер Годрейх             |
| 1994 | Джеймс Ганн              | Томас Кайзер              |
| 1995 | Рашид Сюняєв             | Джон Хьютон               |
| 1996 | Віра Рубін               | Кеннет Крір               |
| 1997 | Дональд Фарлі            | Дональд Остерброк         |
| 1998 | Джим Піблс               | Роберт Паркер             |
| 1999 | Богдан Пачинський        | Кеннет Бадден             |
| 2000 | Леон Люсі                | Роберт Гатчінсон          |

### XXI століття
| Рік  | Астрономія                            | Геофізика                                |
| ---- | ------------------------------------- | ---------------------------------------- |
| 2001 | Герман Бонді                          | Генрі Рішбет                             |
| 2002 | Леон Местел                           | Д. А. Джекобс                            |
| 2003 | Джон Норріс Бехкел                    | Девід Губбінс                            |
| 2004 | Джеремі Пол Острайкер                 | Гренвілл Тернер                          |
| 2005 | Маргарет та Джеффрі Бербідж           | Керол Джордан                            |
| 2006 | Саймон Вайт                           | Стен Коулі                               |
| 2007 | Джон Калгейн                          | Найджел Вайсс                            |
| 2008 | Джозеф Сілк                           | Браян Кеннет                             |
| 2009 | Девід Вільямс                         | Ерік Пріст                               |
| 2010 | Дуглас Ґаф                            | Джон Вудгаус                             |
| 2011 | Річард Елліс                          | Еберхард Ґрюн                            |
| 2012 | Енді Фабіан                           | Джон Кемпбел Браун (John Campbell Brown) |
| 2013 | Роджер Бландфорд                      | Кріс Чапмен                              |
| 2014 | Карлос Френк                          | Джон Зарнецкі                            |
| 2015 | Мішель Майор                          | Майк Локвуд                              |
| 2016 | Джон Девід Барроу (John David Barrow) | Філіп Енгланд (Philip England)           |
| 2017 | Нік Кайзер (Nick Kaiser)              | Мішель Догерті (Michele Dougherty)       |
| 2018 | Джеймс Гаф                            | Боб Вайт                                 |
| 2019 | Роберт Кеннікутт                      | Маргарет Кайвелсон                       |
| 2020 | Сандра Фабер                          | Івонна Елсуорт                           |
| 2021 | Джоселін Белл Бернелл                 | Торн Лей                                 |
| 2022 | Джордж Ефстатіу                       | Річард Горн                              |
| 2023 | Джон Ендрю Пікок                      | Тім Палмер                               |
| 2024 | Жиль Шабріє                           | Джон-Майкл Кендалл                       |

## Інші медалі

### Срібна медаль
Двічі Лондонське королівське астрономічне товариство вручало срібні медалі, однак цю практику було припинено.
Срібних медалей удостоєні:
- 1824 — Карл Людвіг Християн Рюмкер, Жан-Луї Пон
- 1827 — Вільям Самуель Стратфорд, Марк Бофой

### Пам'ятні медалі 1848
Пам'ятні медалі 1848 року отримали такі вчені:
- Джон Кауч Адамс
- Джордж Біддель Ейрі
- Фрідрих Вільгельм Август Аргеландер
- Джордж Бішоп
- Джордж Еверест
- Джон Гершель
- Петер Андреас Ганзен
- Карл Людвіг Хенке
- Джон Рассел Гайнд
- Урбен Левер'є
- Джон Вільям Лаббок
- Максиміліан Уейсс